# Oecotelma gracilipes
Oecotelma gracilipes är en stekelart som först beskrevs av Thomson 1884.  Oecotelma gracilipes ingår i släktet Oecotelma och familjen brokparasitsteklar. Arten är reproducerande i Sverige. Inga underarter finns listade i Catalogue of Life.